# Be My Love
Be My Love è un album di Mario Rosini, pubblicato nel 2006 dall'etichetta discografica Cafè Concerto di Milano.

## Tracce
1. All Blues
2. Someday My Prince Will Come
3. What Are You Doing the Rest of Your Life
4. 02,00 Pm
5. Softly as in a Morning Sunrise
6. Easy Living
7. Wave
8. Mr. Tanghero
9. Here's That Rainy Day
10. Body and Soul
11. Groovin' High
12. Be My Love